# Vilminore di Scalve
Vilminore di Scalve [vilmiˈnoːɾe disˈkalve] (Vilminùr [vilmiˈnuɾ] o Ilminùr [ilmiˈnuɾ] in dialetto bergamasco) è un comune italiano sparso di 1 432 abitanti della provincia di Bergamo in Lombardia. È sede della Comunità Montana di Scalve.
Situato sulla destra orografica del torrente Dezzo, in Valle di Scalve, dista circa 61 chilometri a nord-est dal capoluogo orobico. Con il palazzo Pretorio è da sempre il centro di riferimento della Valle di Scalve.

## Storia

### L'antichità
L'origine del borgo risale al periodo della dominazione romana, quando venivano utilizzate le grandi risorse minerarie di ferro e zinco della zona.
Qui venne istituito un vicus, a cui il paese deve l'origine del proprio toponimo: Vicus Minor sta difatti a indicare l'esistenza di un piccolo agglomerato urbano (idem Vicus Maior per Vilmaggiore).

### Il Medioevo
I secoli successivi videro il borgo passare sotto il controllo del Sacro Romano Impero guidato da Carlo Magno, che donò l'intera zona ai monaci di Tours. Questi successivamente la permutarono in favore del Vescovo di Bergamo, il quale diede investitura feudale ai Capitani di Scalve.
Questi ultimi furono di fatto esautorati dalla costituzione dell'Universitas di Scalve, una piccola istituzione feudale molto simile a una repubblica, che garantiva grandi privilegi agli abitanti e un'autonomia al limite dell'indipendenza. Questa garantiva l'esenzione del servizio militare, libertà di caccia e pesca, nonché sgravi fiscali e la possibilità di sfruttamento delle miniere presenti in zona. Grazie a queste ultime si sviluppò il commercio, favorito anche dagli scambi con la Val Seriana che avvenivano mediante il passo della Manina, posto a monte delle frazioni di Nona e Teveno.

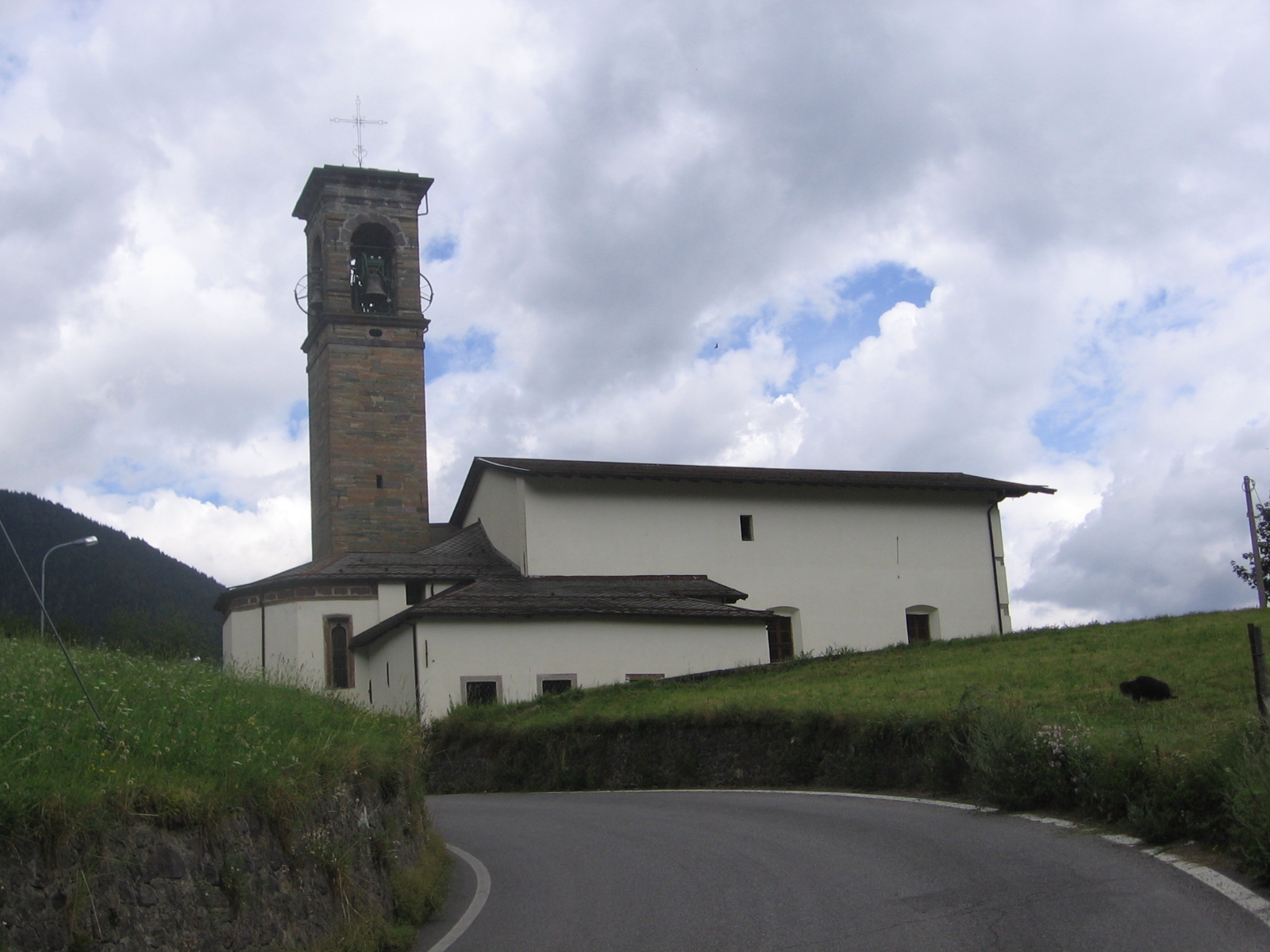
Chiesa di Vilmaggiore

Con il passaggio alla Repubblica di Venezia, avvenuto nel XV secolo, Vilminore mantenne i privilegi conquistati precedentemente, e venne aggregato nella Comunità grande di Scalve, di cui fu capoluogo.
Soltanto nel 1797, con la fine della Serenissima e l'avvento della Repubblica Cisalpina, acquisì la propria autonomia comunale.

### L'età moderna e contemporanea
Seguenti modifiche, operate dai vari regimi che si susseguivano nella valle, modificarono i confini territoriali, ma non intaccarono l'autonomia comunale di Vilminore, che restò centro di riferimento per la zona.
La storia recente è stata caratterizzata dal disastro causato dal crollo della diga del Gleno, posta a monte dell'abitato. Il cedimento, avvenuto il 1º dicembre 1923, riversò una grandissima quantità d'acqua sui piccoli centri abitati sottostanti, provocando la morte di centinaia di persone e causando ingentissimi danni all'intera zona. A seguito di questo tragico evento, per parecchi anni l'economia della valle fu messa in ginocchio, causando un processo di emigrazione dalla valle.

### Simboli
Lo stemma e il gonfalone del Comune di Vilminore di Scalve sono stati concessi con decreto del presidente della Repubblica del 5 settembre 1995.
Il gonfalone è un drappo di verde.

## Monumenti e luoghi d'interesse

### Architetture religiose

#### Chiesa arcipresbiteriale Santa Maria Assunta e San Pietro
La chiesa arcipresbiteriale, risalente al XVII secolo, fu edificata dai Maestri comacini in luogo di una pieve di lontanissima costruzione che fu a lungo sede della Vicaria Plebana, è intitolata a Santa Maria Assunta e San Pietro, e presenta sculture e affreschi di pregio.

#### Chiesa di San Pietro alla Pieve
Il piccolo oratorio conosciuto anche come Tempio del donatore è di antica edificazione forse del primo millennio.

#### Chiese parrocchiali delle frazioni

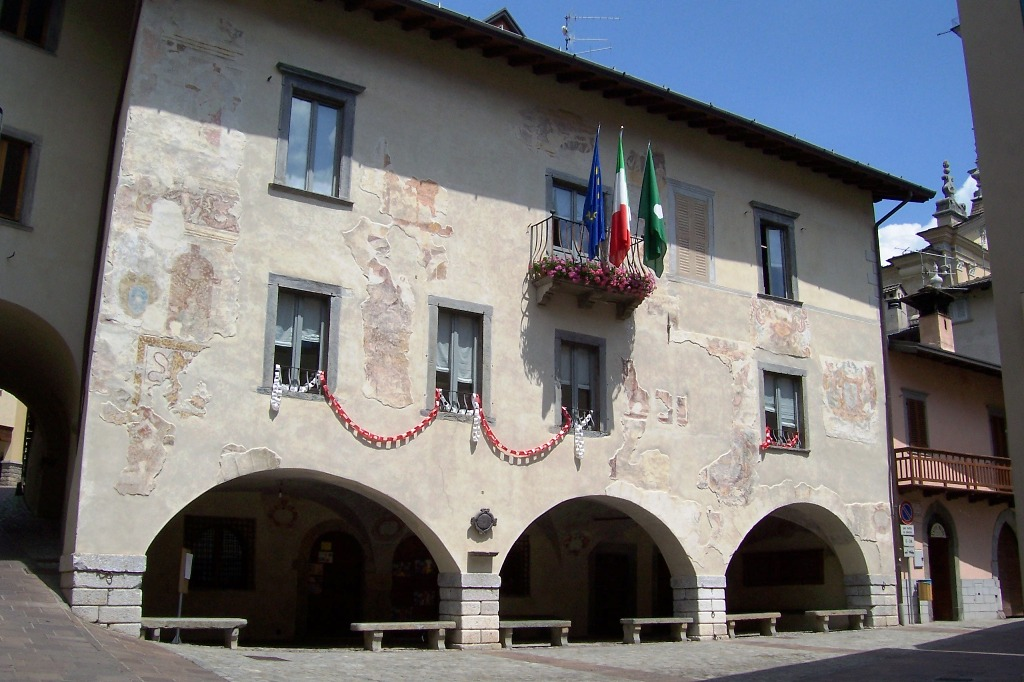
L'antico Palazzo Pretorio, oggi sede della Comunità Montana di Scalve

Tra le chiese delle varie frazioni, tra cui quella della Santissima Trinità a Vilmaggiore, le parrocchiali di chiesa di San Michele a Teveno e di San Rocco a Pezzolo che presentano strutture e opere scultoree di grande impatto e quella di Nona che, intitolata alla Natività di Maria, risale al XVII secolo, e la chiesa di Sant'Andrea della frazione Dezzolo che ospita la scultura dell'Annunciazione di Giovanni Giuseppe Piccini precedente il 1718. Vi è documentazione della committenza dell'altare maggiore dall'allora parroco Pietro Pedrini tra il 1707 e il 1718. Lì'altare ha la forma di tempietto con statue e telamone. Nelle nicchie laterali vi sono due statue raffiguranti l'angelo annunciante e la Vergine che tiene al petto la mano con un libro di preghiere. Queste presentano forme particolarmente allungate con morbidi panneggi nelle vesti. Entrambe sono molto plastiche e rendono un certo dinamismo alla rappresentazione. Nella frazione Bueggio vi è la chiesa parrocchiale dedicata a san Gottardo.

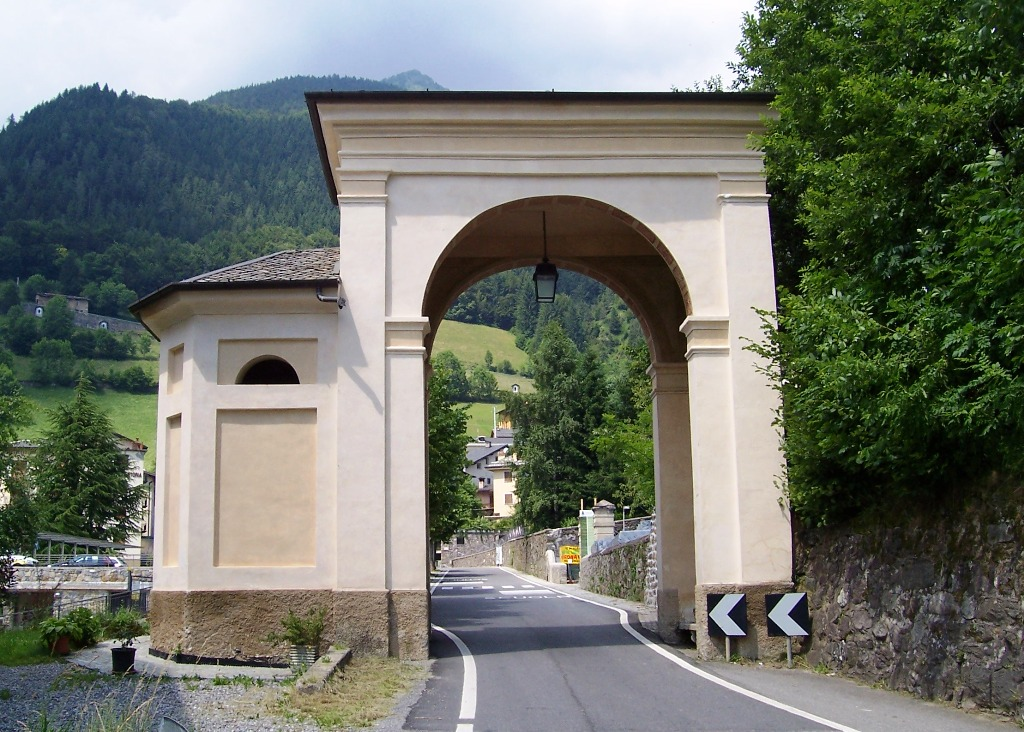
Ingresso a Vilminore

### Architetture civili

#### Palazzo Pretorio
Notevole importanza riveste il palazzo Pretorio, edificato nel 1375 e ampliato due secoli più tardi. Recentemente restaurato, ospita la sede della locale Comunità montana.

### Altro
- Porta di Vilminore

## Società

### Evoluzione demografica
Abitanti censiti

## Geografia antropica

### Frazioni e località
La sede comunale è posta nel centro abitato di Vilminore.
Il comune comprende le frazioni di: Vilmaggiore, Sant'Andrea, Dezzolo, Bueggio, Teveno, Pezzolo, Nona, Pianezza.
Fanno parte del comune le località Ponte Formello, Fucine, Sottomargine, Fonte, Meto, Adenasso e Roccolo.
Il comune di Vilminore di Scalve, inteso come entità con l'attuale estensione e denominazione, è nato soltanto nel 1927 dall'unione di Vilminore e Oltrepovo. Il primo comune comprendeva soltanto l'attuale censuario di Vilminore stesso, mentre il secondo raggruppava i borghi di Bueggio, Nona, Pezzolo e Teveno, divisi dall'attuale capoluogo dal torrente Povo.
Da notare che nel 1797, anno in cui sulla scena politica della zona irruppe la Repubblica Cisalpina, gran parte dei borghi che ora compongono il comune di Vilminore di Scalve ottennero la propria autonomia a seguito della disgregazione della Comunità Grande di Scalve. Bueggio, Dezzolo, Nona, Teveno, Pezzolo e Vilmaggiore (che comprendeva anche Barzesto, ora appartenente a Schilpario) tuttavia mantennero la loro condizione soltanto per otto anni, dal momento che nel 1805 vennero fusi nell'entità comunale denominata Oltrepovo, pur mantenendo l'autonomia a livello parrocchiale.

## Amministrazione
| Periodo        | Periodo        | Primo cittadino    | Partito                                | Carica  | Note |
| -------------- | -------------- | ------------------ | -------------------------------------- | ------- | ---- |
| 14 maggio 2001 | 15 maggio 2011 | Giovanni Toninelli | Lista civica Insieme                   | Sindaco |      |
| 16 maggio 2011 | 5 giugno 2016  | Guido Giudici      | Lista civica Per un domani             | Sindaco |      |
| 5 giugno 2016  | 4 ottobre 2021 | Pietro Orrù        | Lista civica Comune idea per Vilminore | Sindaco |      |
| 4 ottobre 2021 | in carica      | Pietro Orrù        | Lista civica Fare Vilminore di Scalve! | Sindaco |      |